# アラスカ国家石油保留地

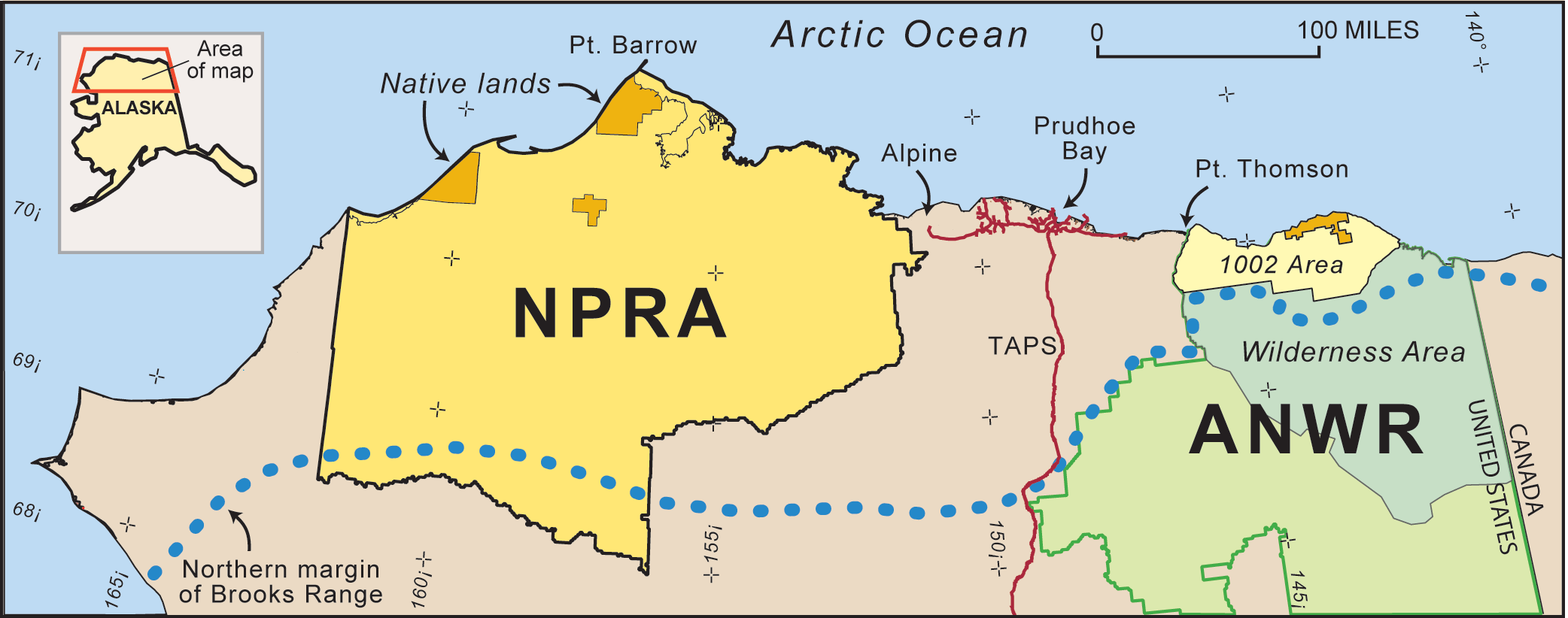
NPRA位置図

アラスカ国家石油保留地（アラスカこっかせきゆほりゅうち、National Petroleum Reserve-Alaska, NPRA）はアメリカ合衆国アラスカ州ノーススロープにある連邦政府の所有地。北極海のボーフォート海に面する。広さ9万5千平方kmで、合衆国最大の未開発エリアである。1923年に当時のウォレン・ハーディング大統領が海軍の燃料を石炭から石油に切り替えるために石油開発の保留地としたもの。1976年に所有権が海軍から内務省に移った。
域内にはイヌピアット・エスキモーの部落がいくつかあるだけで、手つかずの自然が残っており、渡り鳥、カリブー（約50万頭）、クマ、狼など野生生物の生息地である。2003年に国家研究評議会が石油開発による環境破壊の恐れを報告して、市民団体などが石油開発禁止を訴えている。

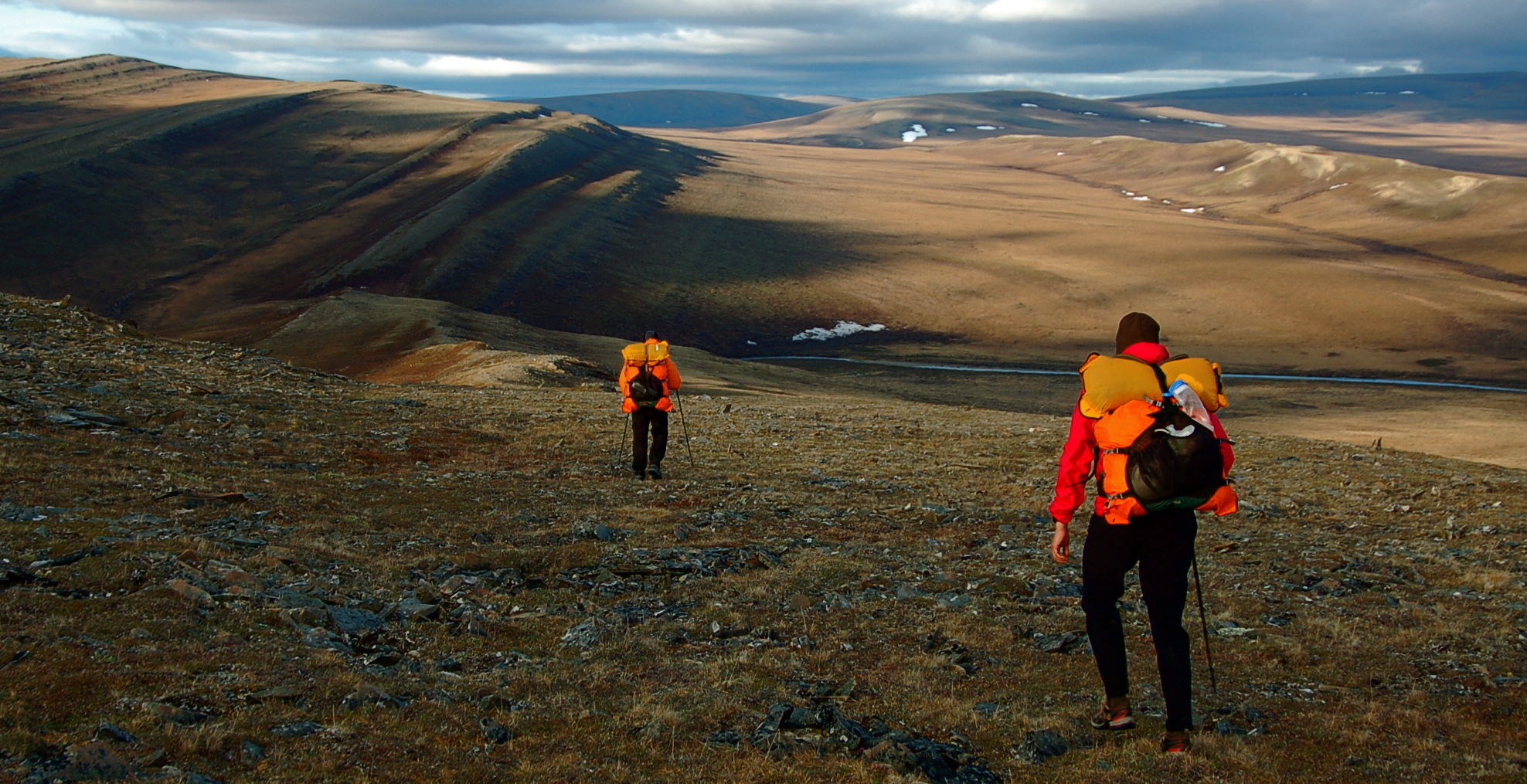
南西部山岳地